# Elektronikus közbeszerzési rendszer
Az elektronikus közbeszerzési rendszer (röviden: EKR) a közbeszerzésekért felelős miniszter által üzemeltetett központi nyilvántartás és eljárások elektronikus lebonyolítását támogató informatikai rendszer. Az EKR 2018-ban kezdte meg működését összhangban az Európai Unió 2014-ben indult közbeszerzési reformjával, mely sok más mellett a folyamatok elektronizációját is célul tűzte. E reform elemei a magyar jogban a 2015. évi CXLIII. törvényben jelentek meg.
Az interneten működő EKR portál és az általa kezelt folyamatok, illetve adatok az elektronikus közbeszerzést valósítják meg. Főszabály szerint minden hazai közbeszerzést az EKR-ben kell lebonyolítani. Az EKR technológiailag összekapcsolódik a Közbeszerzési Hatóság és az Európai Unió Kiadó Hivatala (TED) hirdetménykezelő informatikai rendszereivel.
A portált a Miniszterelnökség tulajdonában álló NEKSZT Kft. üzemelteti, ami helpdesk-szolgáltatást is működtet.

## Története

### Reformok
Az európai jogalkotó a közbeszerzés átfogó reformjaként 2014-ben három új közbeszerzési irányelvet alkotott. Ez jogalkotási, továbbá informatikai fejlesztési kötelezettségeket teremtett az uniós tagállamok oldalán. A tagállamoknak 2016. április 18. napjáig kellett átültetniük az új jogi előírásokat saját jogrendszerükbe, az elektronikus közbeszerzésre vonatkozó részeket a központi beszerző szervek tekintetében 2017. április 18-ig, valamennyi ajánlatkérő szervezetre vonatkozóan pedig 2018. október 18-ig. A magyar jogalkotó elsőként léptette hatályba új közbeszerzési törvényét a tagállamok közül. Az EKR is határidőben készült el, teljes körűen 2018. április 15-én kezdte meg működését.

### Magyar előzmények
Az elektronikus közbeszerzés első csírái Magyarországon a központosított közbeszerzés fejlesztésével jelentek meg 2004-ben. Ekkor jött létre a Közbeszerzési Szolgáltatási Főigazgatóság – a Közbeszerzési és Ellátási Főigazgatóság (KEF) elődje –, valamint egy internetes portál (EKR), ami a keretmegállapodások alapján történő beszerzéseket intézte. A ma is működő portált a hétköznapokban nem nevezték EKR-nek, hanem KEF portálnak, és a ma EKR-nek nevezett rendszerhez nincs köze.
A KEF portál időközben elavult és új portálra cserélték, de funkciói és szolgáltatásai nem változtak. Közben az elektronikus közbeszerzésnek új és új elemei jelentek meg a gyakorlatban. Ilyen volt az elektronikus árverés, ami sokáig inkább csak elvi lehetőség volt, mivel kevés ajánlatkérő használta tényleges beszerzési módként. Ilyen volt az email és a PDF is, melyek a kommunikációt egyszerűsítették pl. a közbeszerzési ellenőrzés terén. S ilyen volt a Közbeszerzési Hatóság és az Európai Unió által üzemeltetett elektronikus hirdetménykezelés rendszere, mely ténylegesen gyorsította és egyszerűsítette a közbeszerzés folyamatát.

## Funkciók

### Publikus felület
Az EKR egyes funkcióinak elérése regisztrációhoz kötött. Regisztráció nélkül, a publikus felületen az alábbi műveleteket lehet elérni:
- Ajánlatkérő nyilvántartás: a Magyarországon ajánlatkérőként eljáró szervezetek adatait tartalmazó, szűrésre és keresésre is használható lista (adatok: EKR azonosító, név, jogalap, cím, adószám).
- FAKSZ nyilvántartás: a közbeszerzési szaktanácsadóként eljáró személyek listája (név, lajstromszám, munkáltató, független/nem független státus).
- Közbeszerzési tervek: az ajánlatkérő szervezetek éves közbeszerzési terveit tartalmazó nyilvántartás (ajánlatkérő neve és év; a listából megnyitott közbeszerzési tervben részletes adatok láthatók, pl. beszerzés tárgya, tervezett időpontja).
- Megindított eljárások: a közbeszerzési törvény által biztosított átláthatóság alapján a megindított eljárásokat tartalmazó lista. Innen tájékozódhatnak az ajánlattevők, hogy mely közbeszerzési eljárásokban indulhatnak el (eljárás EKR azonosítója, tárgya, ajánlatkérő neve, eljárás fajtája, aktuális szakasza, hirdetmény iktatószáma, legközelebbi határidő).
- Közbeszerzési hirdetmények: a közbeszerzési eljárásokban közzétett hirdetményeket tartalmazó lista (CPV-kód, ajánlatkérő neve, nyertes ajánlattevő, beszerzés tárgya, eljárás EKR azonosítója, dátumok stb.).
- E-számla: feltöltött vagy fogadott elektronikus számlák listái; a feltöltött számlákat szintaktikai, szemantikai és hitelességi vizsgálatnak veti alá az EKR.
- Támogatás: kézikönyvek, oktatóvideók, gyakran ismétlődő kérdések (GYIK), e-learning, helpdesk elérhetősége.

### Regisztrációval védett felület
A rendszerbe az ajánlatkérők és ajánlattevők munkatársai, a közbeszerzési szaktanácsadók, a Közbeszerzési Hatóság és más hasonló szervek munkatársai regisztrálhatnak, akik egy vagy több szervezet képviseletében végzik feladataikat. Az adatbázis az ajánlattevők adatait is tartalmazza, adatvédelmi okokból ezek azonban nem listázhatók (az egyes eljárásokon belül azonban megtekinthetők). 
Az ajánlatkérők és az ajánlattevők regisztrált felhasználói a portálra való bejelentkezés után, a nem publikus felületen tudják az egyes eljárásokat lebonyolítani. Főbb funkciók: eljárás megindítása, az eljárás adatainak és dokumentumainak rögzítése, hirdetmények feladása, kommunikáció a felek között, részvételi jelentkezések és ajánlatok megküldése, bontás, eredmény megállapítása, szerződéskötés.
A rendszerhasználati díj mértéke 2018-ban eljárásonként 40 000 forint volt, ezt az eljárást megindító ajánlatkérő fizeti. Az ajánlattevők ingyenesen használhatják a rendszert.
A rendszer üzemzavarairól és más hibáiról a NEKSZT Kft. közleményt köteles megjelentetni a honlapján.

## Eljárások száma
Az EKR üzemeltetője a lebonyolított eljárásokról statisztikai adatokat közöl weblapján. A rendszer működésének első évében (2018. II. negyedév – 2019. I. negyedév) közel 6500 ajánlatkérő regisztrált és 6700 eljárás jutott eredményhirdetmény feladásáig. Az eljárások nettó összértéke 930 milliárd forint, 144 millió euró, továbbá 3,5 millió dollár volt, de más pénznemben is történt közbeszerzés (pl. cseh korona). Az eljárások 81%-a a közbeszerzési törvény 112., 113. vagy 115. §-a szerint lefolytatott nemzeti nyílt eljárás volt, az uniós nyílt eljárások aránya pedig 12%.